# پراتیلیونه
پراتیلیونه (به ایتالیایی: Pratiglione) یک کومونه در ایتالیا است که در استان تورین واقع شده‌است. پراتیلیونه ۸٫۰ کیلومتر مربع مساحت و ۵۶۴ نفر جمعیت دارد و ۶۱۱ متر بالاتر از سطح دریا واقع شده‌است.